# Thomas Merl
Thomas Merl (* 29. Januar 1992 in Bad Tölz) ist ein deutscher Eishockeyspieler, der seit 2022 bei den Saale Bulls Halle in der Eishockey-Oberliga Nord unter Vertrag steht.

## Karriere
Thomas Merl begann seine Eishockey-Karriere in seiner Heimatstadt Bad-Tölz. Für die U18-Mannschaft des dort ansässigen EC Bad Tölz stand er erstmals in der DNL-Saison 2007/08 auf dem Eis. In dieser Saison 2007/08 konnte Merl in 36 Spielen 47 Scorerpunkte (21 Tore, 26 Assists) verbuchen. In der Saison 2009/10 absolvierte der Linksschütze seine ersten Spiele mit der ersten Mannschaft der Tölzer Löwen, die in der Oberliga auflaufen. Seine letzten drei Spiele für die Tölzer DNL-Mannschaft absolvierte Merl in den Playoffs der Saison 2010/11, wobei er in der Hauptrunde nur einmal für das DNL-Team auf dem Eis stand, und spielte ab dann bis 2013 nur noch in der ersten Mannschaft. Dort konnte er in jeder Saison ein Punktekonto mit einem Stand von mehr als 30 Scorerpunkten vorweisen.
Zur Saison 2013/14 sollte Merl eigentlich nach Hannover zu den Scorpions wechseln. Diese verkauften jedoch ihre DEL-Lizenz und so zögerte der EHC Red Bull München nicht lange und nahm Merl für zwei Saisons unter Vertrag. Während der Saison 2013/14 konnte Merl in 32 Spielen 12 Scorerpunkte für den EHC verbuchen. Er absolvierte außerdem auf Leihbasis zwei Spiele für die zweite Mannschaft des Münchener Kooperationspartners EC Salzburg. In diesen konnte er in drei Spielen ein Tor und zwei Assists erzielen, insgesamt also drei Punkte.
Im August 2014 erhielt Merl eine Förderlizenz und war anschließend für den Kooperationspartner des EHC München, den SC Riessersee, in der DEL2 spielberechtigt. Zwischen 2015 und 2018 spielte Merl für die Kassel Huskies in der DEL2 und gewann 2016 mit den Huskies die DEL2-Meisterschaft.
Zwischen 2018 und 2020 spielte Merl bei den Ravensburg Towerstars, ehe er im Juli 2020 zu seinem Heimatverein zurückkehrte.

### International
Für Deutschland nahm Merl an der U18-Junioren-Weltmeisterschaft der Division IB 2010 und der U20-Junioren-Weltmeisterschaft der Division IA 2012 teil.

## Erfolge und Auszeichnungen
- 2012 Oberliga-Meister mit den Tölzer Löwen
- 2016 DEL2-Meister mit den Kassel Huskies

### International
- 2010 Aufstieg in die Top-Division bei der U18-Junioren-Weltmeisterschaft der Division IA 2010
- 2012 Aufstieg in die Top-Division bei der U20-Junioren-Weltmeisterschaft der Division IA 2012

## Karrierestatistik
(Legende zur Spielerstatistik: Sp oder GP = absolvierte Spiele; T oder G = erzielte Tore; V oder A = erzielte Assists; Pkt oder Pts = erzielte Scorerpunkte; SM oder PIM = erhaltene Strafminuten; +/− = Plus/Minus-Bilanz; PP = erzielte Überzahltore; SH = erzielte Unterzahltore; GW = erzielte Siegtore; 1 Play-downs/Relegation; Kursiv: Statistik nicht vollständig)